# Andreoccio Petrucci
Andreoccio Petrucci (Pisa, ... – Siena, 1449) è stato un diplomatico, politico e letterato italiano della Repubblica di Siena.

## Biografia
Discendente di una famiglia di banchieri di Siena, nacque verso la fine del XIV secolo a Pisa, città dove il padre Rinaldo rivestiva cariche pubbliche e aveva sposato Jacoma di Mino nel 1396.
Nel 1415 prese in moglie Caterina di Franceschino Pico della Mirandola, capitano di guerra della Repubblica di Siena, e si interessò agli studi militari e di architettura, prendendo parte alle osservazioni della fabbrica della loggia della Mercanzia. Ben presto, questo interesse si spostò sulle questioni diplomatiche, servendo come ambasciatore senese nel 1425 a Firenze, nel 1428 a Bologna e nel 1428 a Vitozzo. Nel 1428 accolse con Barnaba Pannilini gli ambasciatori papali, veneziani, fiorentini e bolognesi. Due anni più tardi, fu ambasciatore a Piombino e venne inoltre inviato a dissuadere il cugino Antonio Petrucci da muovere guerra contro Firenze. Nel 1431 fu commissario a Grosseto.
In seguito, la sua attività diplomatica si intensificò, occupandosi in prima persona della ricerca di alleati nella guerra di Siena e Lucca contro Firenze: si recò quindi a Monterchi presso la famiglia Tarlati, dai Guidi a Poppi e infine a Urbino, dove si assicurò i servigi di Bernardino Ubaldini della Carda, che si distinse poi nella battaglia di San Romano. In seguito venne nominato commissario di guerra senese e dal novembre 1435 al marzo 1436 fu anche commissario in Maremma: a Talamone incontrò Alfonso d'Aragona, che stava muovendo contro Napoli, instaurandovi importanti rapporti politico-economici di cui Siena avrebbe beneficiato a lungo. Nell'aprile 1442 fu membro della balìa e nel mese di luglio si recò a Firenze presso il papa Eugenio IV, contribuendo al riappacificamento con Siena. Nel 1448 fu ancora una volta commissario in Maremma e nel Patrimonio di San Pietro. Nel giugno 1448 rischiò di essere tacciato di alto tradimento per avere tentato di favorire il cugino Antonio, al servizio degli aragonesi, durante l'assedio di Piombino. All'autunno dello stesso anno risale l'ultia ambasceria documentata, presso il re in Maremma.
All'attività diplomatica e militare affiancò sempre un'intensa attività politica: fu per tre volte priore di Siena (1423, 1432, 1436), podestà di Fermo, podetà di Sarteano nel 1432 e podestà di Grosseto nel 1438. Nel 1443 venne candidato cancelliere della Repubblica, e fu più volte consigliere del capitano del popolo.
Intellettuale e colto, rifiutò una cattedra all'Università di Siena per non distrarsi dagli affari pubblici. Fu socio di un'impresa dell'Arte della lana insieme a Pietro Tancredi, che sarà poi decapitato nel 1456 per la sua fedeltà ad Antonio Petrucci.
Morì a causa della peste nell'estate 1449 e venne sepolto nella basilica di San Domenico di Siena il 27 agosto 1449.

## Opere
Andreoccio Petrucci fu autore di una silloge di epistole latine, considerata una preziosa fonte per la ricostruzione della cultura umanistica e del contesto politico della Siena della prima metà del XV secolo. Tra i suoi corrispondenti si annoverano Barnaba Pannilini, Francesco Patrizi, Francesco Tolomei, Giorgio di Jacopo Andreucci, Memmo Agazzari, Antonio Casini, Matteo Malferito, Pietro de' Micheli, Paolo Capranica, Cristoforo di San Marcello, Pietro dall'Orto, Alberto da Sarteano, Filippo Maria Visconti, Giovanni da Prato. Oltre alle tematiche politiche, si trovano nell'opera petrucciana motivi di carattere umanistico, invettive antifiorentine esaltanti la figura di Antonio Petrucci, ma anche argomenti erotici, in linea con lo stile del coevo Pseudo Sermini.
Altre lettere sono conservate presso la Biblioteca nazionale centrale di Firenze.
Petrucci è ricordato nell'Angelinetum di Giovanni Marrasio.